# Уль, Режан
Режан Уль (фр. Réjean Houle; род. 25 октября 1949, Руэн-Норанда, Квебек, Канада) — канадский (франкофон) хоккеист, правый крайний нападающий.
На драфте Национальной хоккейной лиги 1969 года был выбран клубом «Монреаль Канадиенс» под первым номером. Выступал в составе «канадцев» в течение 11-ти сезонов (1969/70 — 1972/73, 1976/77 — 1982/83). Выиграл с командой пять Кубков Стэнли. Три сезона провёл в Всемирной хоккейной ассоциации с «Квебек Нордикс» (1973/74-1975/76). В составе сборной Канады был участником Суперсерии СССР — Канада 1974 года. В 1975 году был признан лучшим игроком Матча всех звёзд ВХА в Эдмонтоне. С 1995 по 2000 год являлся генеральным менеджером «Монреаль Канадиенс».